# Antechinus flavipes
Antechinus flavipes е вид бозайник от семейство Торбести мишки (Dasyuridae).

## Разпространение
Видът е разпространен в Австралия.